# Sitka
Sitka é uma cidade localizada no estado americano do Alasca. É ao mesmo tempo uma cidade e um dos 18 distritos organizados do Alasca. Foi fundada em 1799, e incorporada em 2 de dezembro de 1971. É a maior subdivisão sub-estadual em extensão territorial dos Estados Unidos, localizada no Panhandle do Alasca.
O nome da cidade deriva de Sheet’ká, uma contração da palavra Tlingit Shee At'iká, que significa "Pessoas de fora de Shee", sendo Sheet’-ká X'áat'l (algumas vezes expressados somente como Shee) o nome Tlingit para a Ilha Baranof.
A cidade de Sitka foi fundada em 1799 por Alexandre Baranov, governador da América Russa. A cidade era um importante posto no comércio de peles, cujo monopólio era da Companhia Russo-Americana.
Segundo o censo nacional de 2010, a sua área é de 12 461,44 km², dos quais 5 027,30 km² estão cobertos por água. Sua população é de 8 881 habitantes, e sua densidade populacional é de 1,2 hab/km². É a quarta cidade mais populosa do Alasca. A cidade possui 4 102 residências, que resulta em uma densidade de 0,55 residências/km².
Em 2009 o filme A Proposta teve esta cidade como referência, mas as gravações aconteceram em Rockport,  cidade localizada no estado norte-americano de Massachussetts.
No livro Associação Judaica de Polícia (Companhia da Letras, 2007), Michael Chabon cria uma realidade alternativa, onde o Estado de Israel foi destruído logo após sua fundação por uma coligação de exércitos árabes ( Guerra árabe-israelense de 1948, em nossa realidade), e para amenizar as agruras dos refugiados judeus, o governo dos Estados Unidos concede-lhes, por 60 anos, o território de Sitka.